# Melitaea lebedevi
Melitaea lebedevi är en fjärilsart som beskrevs av Obraztsov 1936. Melitaea lebedevi ingår i släktet Melitaea och familjen praktfjärilar. Inga underarter finns listade i Catalogue of Life.